# Mongolia en los Juegos Paralímpicos
Mongolia en los Juegos Paralímpicos está representada por el Comité Paralímpico Mongol, miembro del Comité Paralímpico Internacional.
Ha participado en siete ediciones de los Juegos Paralímpicos de Verano, su primera presencia tuvo lugar en Sídney 2000. El país ha obtenido ocho medallas en las ediciones de verano: tres de oro, tres de plata y dos de bronce.
En los Juegos Paralímpicos de Invierno ha participado en cinco ediciones, siendo Turín 2006 su primera aparición en estos Juegos. El país no ha conseguido ninguna medalla en las ediciones de invierno.

## Medallero

### Por edición
| Evento              | Oro | Plata | Bronce | Total |
| ------------------- | --- | ----- | ------ | ----- |
| Sídney 2000         | 0   | 0     | 0      | 0     |
| Atenas 2004         | 0   | 0     | 0      | 0     |
| Pekín 2008          | 1   | 0     | 0      | 1     |
| Londres 2012        | 0   | 0     | 0      | 0     |
| Río de Janeiro 2016 | 0   | 0     | 2      | 2     |
| Tokio 2020          | 1   | 0     | 0      | 1     |
| París 2024          | 1   | 3     | 0      | 4     |
| TOTAL               | 3   | 3     | 2      | 8     |

| Evento           | Oro | Plata | Bronce | Total |
| ---------------- | --- | ----- | ------ | ----- |
| Turín 2006       | 0   | 0     | 0      | 0     |
| Vancouver 2010   | 0   | 0     | 0      | 0     |
| Sochi 2014       | 0   | 0     | 0      | 0     |
| Pyeongchang 2018 | 0   | 0     | 0      | 0     |
| Pekín 2022       | 0   | 0     | 0      | 0     |
| TOTAL            | 0   | 0     | 0      | 0     |

### Por deporte
Deportes de verano
| Evento                    | Oro | Plata | Bronce | Total |
| ------------------------- | --- | ----- | ------ | ----- |
| Atletismo                 | 0   | 1     | 0      | 1     |
| Judo                      | 0   | 0     | 1      | 1     |
| Levantamiento de potencia | 1   | 1     | 1      | 3     |
| Taekwondo                 | 1   | 1     | 0      | 2     |
| Tiro con arco             | 1   | 0     | 0      | 1     |
| TOTAL                     | 3   | 3     | 2      | 8     |